# Elasmus kurandaensis
Elasmus kurandaensis är en stekelart som beskrevs av Girault 1913. Elasmus kurandaensis ingår i släktet Elasmus och familjen finglanssteklar. Inga underarter finns listade i Catalogue of Life.